# Neea acuminatissima
Espèce
Statut de conservation UICN

 EN C2a : En danger
Neea acuminatissima est une espèce de plantes de la famille des Nyctaginaceae.

## Publication originale
- Publications of the Field Museum of Natural History, Botanical Series 4(8): 304–305. 1929. (24 Oct 1929)